# Yokko
Yokko (Eigenschreibweise YOKKO) ist eine Schweizer Band aus Bern, Zürich und Baden. Ihre Musik wird den Stilen Indie, Pop und Rock zugeordnet, wobei die Band ihren Stil selbst als „Atlantic Wave“ bezeichnet.

## Geschichte

### Gründung
Yokko formierte sich Ende 2011 aus Adrian Erni (Leadgesang, Gitarre), Philipp Treyer (Gitarre, Gesang), Mats Tröhler (Bass, Gesang), Domenic Schüpbach (Schlagzeug) und Daniel Fanslau (Klavier) in Bern. Die einzelnen Bandmitglieder kennen sich aus früheren musikalischen Projekten und Studium. Anfang 2012 veröffentlichte die Band die selbstproduzierte EP Y. Insbesondere der Song Calling All Gods und der dazugehörige Videoclip erhielten nationale Resonanz und verhalfen der Band zu landesweitem Radio Airplay und Auftritten an diversen Festivals (u. a. Gurtenfestival 2012 und Zürich Openair 2012).

### Debüt-AlbumSeven Seas
Im Februar 2013 begannen die Studioarbeiten zum selbstproduzierten Debüt-Album Seven Seas, welches am 23. August 2013 veröffentlicht wurde und Platz 10 der Schweizer Album Charts erreichte.
Die anschliessende „Seven Seas Tour“ führte die Band durch die Schweiz, Deutschland und Niederlande mit Highlights im Bierhübeli Bern, Gurtenfestival, OpenAir St. Gallen, Gampel Openair, Molotow Club Hamburg, Ampere München, Eurosonic Noorderslag sowie den drei ausverkauften Konzerten im Paradiso Amsterdam, De Oosterpoort (Groningen) und im Patronaat Haarlem als Vorgruppe der niederländischen Band Kensington.
Im September 2013 wurde Yokko von Radio SRF 3 zum „Best Talent September“ gewählt. «Yokkos Debüt Seven Seas setzt neue Massstäbe in Sachen Schweizer Pop.»
Im Februar 2014 erhielt Yokko den Swiss Music Award als „Best Talent“.

### Zweites AlbumTo the Fighters. To the Boxers.
Nach über 50 Shows auf der „Seven Seas“ Debüt-Tour zog sich die Band im August 2015 nach Berlin zurück, um an ihrem zweiten Album To the Fighters. To the Boxers. zu arbeiten.
Das Album wurde von Niels Zuiderhoek (YouGuys Music) in den Voxton Studios Berlin produziert und erschien am 4. März 2016.
Das Album stieg auf Platz 2 der Schweizer Album Charts ein. Es folgten Konzerte in Japan, Europa Tourneen mit der amerikanischen Postrock Band Nada Surf und den australischen The Temper Trap sowie eigene Shows in der Schweiz, Deutschland und Holland.
Mit gezielten Song-Releases wie Boxer (offizieller Zurich Pride Song) und Dreamer (offizieller SRF Jeder Rappen Zählt Song) unterstützte die Band immer wieder wichtige soziale Themen.

### Rückzug
Die Indie-Rock-Band löschte im Januar 2018 alle Lieder, die sie im Internet angeboten hatten. Am 6. November 2021 gaben sie zudem ihr letztes Konzert im Bierhübeli in Bern. Als Grund wurde eine Überlastung, also quasi ein Burn-out, angegeben.

## Diskografie
Alben
- Seven Seas (23. August 2013)
- To the Fighters. To the Boxers. (4. März 2016)

Singles
- Calling All Gods (2013)
- Harvest (2013)
- Circle (2015)
- Heart On Fire (2017)
- Thief (2019)

## Auszeichnungen
- 2011: Band to watch 2011 (Rockstar Magazin)
- 2013: Best Talent (SRF 3)
- 2014: Swiss Music Award in der Kategorie „Best Talent“
- 2015: Nominierung bei den Swiss Music Awards in der Kategorie „Best Live Act National“